# Премія Грегорі Аміноффа
Премія Грегорі Аміноффа (англ. Gregori Aminoff Prize, швед. Gregori Aminoffs pris) — міжнародний приз, який присуджує щорічно з 1979 року Шведська королівська академія наук у галузі кристалографії, відзначаючи «документально підтверджений індивідуальний внесок вченого в області кристалографії, включаючи її розділи, пов'язані з ростом кристалів. Згідно з правилами нагородження деяка перевага повинна віддаватися роботам, які демонструють елегантність в підході до проблеми».
Премію названо на честь пам'яті про шведського вченого і художника Грегорі Аміноффа (1883—1947), з 1923 — професора мінералогії у шведському Музеї природної історії. Премія була забезпечена завдяки спадку вдови вченого — Біргіт Бруме-Амінофф.
Премію можуть присуджувати як шведському, так і іноземному досліднику або спільній дослідницькій групі, що складається не більше ніж з трьох осіб.
Першим вченим, відзначеним премією Грегорі Аміноффа в 1979 році, був відомий німецький кристалограф і фізик Пауль Петер Евальд (Paul Peter Ewald), піонер методів рентгенівської дифракції.
Шведська Академія призначає комітет з нагородження, який готує пропозиції щодо кандидатур, і восени поточного року Академія вибирає лауреата.
Премія включає грошову винагороду в розмірі 100 тис. шведських крон, золоту медаль і диплом лауреата і вручається на щорічному урочистому зібранні Шведської Королівської Академії наук навесні наступного року.